# Blechkuchen
Le Blechkuchen est un gâteau plat allemand cuit sur une plaque de four. Ils peuvent être sucrés ou salés (avec des garnitures de légumes, de viande et/ou de fromage).
Les Blechkuchen présentent un avantage économique par rapport aux gâteaux et tartes cuits dans des moules, car ils utilisent toute la surface de cuisson des fours. 

## Description
Il existe plusieurs tailles de plateaux normalisés pour les gâteaux en feuilles selon les normes DIN, allant de 380 à 980 mm×580 mm. Les Blechkuchen sont disponibles avec une large gamme de garnitures, de saupoudrages ou de pâtes à tartiner, comme le crumble, les amandes, les fruits, les produits à base de fruits, la crème pâtissière, les préparations avec des graines de pavot, le fromage blanc et autres. Les Blechkuchen sont toujours des gâteaux coupés.
Ce sont tous des gâteaux tranchés, à base de sable, de levure ou de pâte brisée, ou exceptionnellement de pâte feuilletée, sur lesquels on applique généralement une garniture. Par exemple, la pâte à pizza est non seulement étalée comme un gâteau rond et plat, mais aussi comme un gâteau en feuille.
Les gâteaux en feuilles ne doivent être coupés qu'après la cuisson, lorsqu'ils ont refroidi à cœur, afin d'obtenir des surfaces de coupe lisses.